# Muzsnai erődtemplom
A muzsnai erődtemplom műemlékké nyilvánított épület Romániában, Szeben megyében. A romániai műemlékek jegyzékében az SB-II-m-A-12471 sorszámon szerepel.